# Фрідріх Гільдебрандт
Фрідріх Карл Генріх Август Гільдебрандт (нім. Friedrich Karl Heinrich August Hildebrandt; 19 вересня 1898, Кікіндемарк — 5 листопада 1948, Ландсберг-ам-Лех) — німецький партійний діяч НСДАП, гауляйтер (1925-1945), обергруппенфюрер СС (30 січня 1942).

## Життєпис

### Ранні роки
Син директора фабрики, брат Ріхарда Гільдебрандта і Ернста Гільдебрандта.
Відвідував народну школу в Бенцині під Любцем, в Гросс-Любені і Легдені. Був сільськогосподарським робітником, працював на залізниці. У листопаді 1916 року вступив добровольцем в 24-й резервний піхотний полк, брав участь в боях на Західному фронті. У січні 1919 р демобілізований. Обидва його брата також брали участь в боях на Західному фронті і пізніше також стали високопоставленими нацистськими функціонерами. Після демобілізації повернувся на батьківщину, вступив в Добровольчий корпус Брандіса. У складі корпусу брав участь в боях в Сілезії і Прибалтиці. 6 липня 1919 року потрапив в полон в Ризі, незабаром був звільнений. У січні-червні 1920 рокуслужив в поліції в Галле. Після цього працював сільськогосподарським робітником, садівником. У 1921-1922 рр. — голова окружної групи Вестпрігніц-Бранденбурзького союзу сільськогосподарських робітників. У 1924-1926 рр. — депутат ландтагу Мекленбург-Шверін від Німецької народної партії свободи.

### Кар'єра в НСДАП
У 1925 році вступив в НСДАП (квиток № 3 653). З 1925 по 1930 і з 1931 по 1945 рр. — гауляйтер Мекленбурга і Любека. З 1930 року — депутат рейхстагу. З 1933 року — рейхсштаттгальтер Мекленбург-Шверіна, Мекленбург-Стреліца і Любека. У 1934 році вступив в СС (квиток № 128 802). Видавав газети «Der Niederdeutsche Beobachter», «Lübecker Beobachter» і «Strelitzer Beobachter». З вересня 1939 року — імперський комісар оборони II округу. З листопада 1942 року — імперський комісар оборони Мекленбурга. У травні 1945 року був заарештований американськими військами. На процесі Американського військового трибуналу, що проходив в Дахау в березні-квітні 1947 року, визнаний винним у стратах американських льотчиків і засуджений до смертної кари. Повішений.

## Нагороди

### Перша світова війна
- Залізний хрест 2-го і 1-го класу (1916)
- Хрест «За військові заслуги» (Мекленбург-Шверін) 1-го класу
- Нагрудний знак «За поранення» в сріблі

### Міжвоєнний період
- Балтійський хрест (1920)
- Золотий партійний знак НСДАП (листопад 1933)
- Почесний знак гау Мекленбург 1925 (1933)
- Почесний хрест ветерана війни з мечами (1934)
- Цивільний знак СС (№139 296)
- Генеральний знак гау
- Почесний партійний знак «Нюрнберг 1929»
- Золотий почесний знак Гітлер'югенду
- Почесний кут старих бійців
- Кільце «Мертва голова»
- Почесна шпага рейхсфюрера СС
- Почесний знак протиповітряної оборони 2-го і 1-го ступеня (1938) — отримав 2 знаки одночасно.
- Медаль «У пам'ять 13 березня 1938 року»
- Медаль «У пам'ять 1 жовтня 1938»

### Друга світова війна
- Хрест Воєнних заслуг 2-го і 1-го класу з мечами (1942)
- Медаль «За вислугу років в НСДАП» в бронзі, сріблі та золоті (25 років) (1943)
- Медаль «За вислугу років у СС» 4-го і 3-го ступеня (8 років)